# Шушак, Иво
Иво Шушак (хорв. Ivo Šušak; род. 10 июня 1948, Широки Бриег) — хорватский футбольный тренер.

## Биография
Первым клубом в тренерской карьере Иво Шушака было «Динамо Винковцы». В 1989 году он возглавил «Загреб», который при нём выиграл свою группу в Третьей лиге Югославии, а год спустя стал победителем Второй лиги. Шушак привёл команду ко второму месту в первом национальном чемпионате после обретения Хорватией независимости. В сезоне 1992/93 Шушак работал с аутсайдером словенской Первой лиги командой «Изола», после чего вернулся в Хорватию, возглавив «Осиек». В 1995 году он стал главным тренером загребского клуба «Хрватски Драговоляц». С 1997 по 2000 год Шушак работал с молодёжной сборной Хорватии.
Будучи наставником словенского «Марибора», в сезоне 2000/01 в очередной раз выигравшего национальный чемпионат, Шушак стал первым иностранным главным тренером в Словении, ставшим её чемпионом. В 2002 году Шушак был назначен главным тренером тбилисского «Динамо», который сначала привёл к чемпионству, а спустя год выиграл кубок страны. Кроме того, в 2003 Шушак совмещал работу в «Динамо» с должностью главного тренера сборной Грузии. Под его руководством грузины провели два матча, оба прошли в рамках отборочного турнира Чемпионата Европы 2004 года. В первом Грузия дома обыграла сборную России, во втором уступила Ирландии.
После ухода из «Динамо» в 2004 году Шушак несколько раз возглавлял «Осиек», вновь работал с молодёжной сборной Хорватии, тренировал армянскую «Мику».

## Достижения
«Загреб»
- Победитель Третьей лиги Югославии (1): 1989/90
- Победитель Второй лиги Югославии (1): 1990/91

 «Марибор»
- Чемпион Словении (1): 2000/01

  «Динамо Тбилиси»
- Чемпион Грузии (1): 2002/03
- Обладатель Кубка Грузии (1): 2003/04
- Обладатель Кубка Содружества (1): 2004